# Pakiet odkażający PChW-04
Pakiet odkażający PChW-04 – polski zestaw do prowadzenia zabiegów specjalnych, odkażania, dezynfekcji i dezaktywacji sprzętu wojskowego.

## Opis
Pakiet odkażający PChW-04 opracowany został w 1976 w Wojskowym Instytucie Chemii i Radiometrii w Rembertowie. Był przeznaczony do sporządzania roztworu odkażającego w indywidualnych i eżektorowych zestawach samochodowych (czołgowych). W tekturowym opakowaniu znajdował się słoik z podchlorynem wapnia oraz zmniejszający korodujące działanie roztworu koncentrat P-710.
W celu sporządzenia roztworu odkażającego w indywidualnych zestawach samochodowych kanister napełniano wodą i wsypywano do niej zawartość słoików. W warunkach zimowych do wody dodawano najpierw zawartość torebki z pakietu ChW-3, a następnie wsypywano do kanistra zawartość słoika z pakietu PChW-04. Przy sporządzaniu roztworów w zestawach eżektorowych najpierw napełniano gumowy worek wodą w ilości około 40 dm³, a następnie do worka z wodą wsypywano zawartość trzech pakietów PChW-04.
Pakiet PChW-04 zastąpił używane od lat 50.XX w. pakiety PChW-3E i PChW-3M.